# مي نور الشريف
مي نور الشريف (10 أبريل 1981 -)، ممثلة مصرية.

## عن حياتها
هي ابنة الممثل نور الشريف والممثلة بوسي وخالتها الممثلة نورا. درست في مدرسة الميردوديو قسم الأدبي، وفي عام 2004 تخرجت من الجامعة الأمريكية في القاهرة قسم إعلام تخصص إذاعة وفلسفة ومسرح. بدأت التمثيل وهي بعمر ثلاث سنوات من خلال فيلم الحكم آخر الجلسة، لكنها لم تستمر طويلًا حيث توقفت بعد ذلك عن التمثيل، ولكنها عادت بمشاركتها والدها خلال مسلسل الدالي.
في عام 2010 تمت خطوبتها من الفنان عمرو يوسف وفسخت الخطبة بعد فترة قصيرة.

## أعمالها

### المسلسلات
| سنة الإنتاج | اسم المسلسل         |
| ----------- | ------------------- |
| 2017        | اللهم إني صائم      |
| 2012        | عرفة البحر          |
| 2012        | قضية معالي الوزيرة  |
| 2011        | الدالي الجزء الثالث |
| 2011        | وادي الملوك         |
| 2009        | متخافوش             |
| 2008        | الدالي الجزء الثاني |
| 2007        | الدالي الجزء الأول  |
| 1988        | اللقاء الثاني       |

### الأفلام
| سنة الإنتاج | الفيلم           |
| ----------- | ---------------- |
| 1985        | الحكم آخر الجلسة |
| 1990        | ليل وخوانة       |
| 1992        | لعبة الإنتقام    |

## وصلات خارجية
- مي نور الشريف على موقع IMDb (الإنجليزية)
- مي نور الشريف على موقع الدهليز
- مي نور الشريف على موقع قاعدة بيانات الأفلام العربية
- مي نور الشريف على موقع قاعدة بيانات الفيلم (الإنجليزية)